# Los ojos del camino
Los ojos del camino es una película documental peruana dirigida por el cineasta Rodrigo Otero Heraud. El largometraje está hablado íntegramente en quechua y retrata la vida rural de los pueblos andinos así como su relación con la madre tierra. El documental se estrenó en 2017.

## Sinopsis
El documental sigue el paso de un maestro espiritual a través de diferentes regiones de los Andes peruanos y sus conversaciones con las rocas, el agua, las montañas sagradas y los hombres de estos lugares. Así, el documental muestra la concepción de la naturaleza como un ser vivo con el que la humanidad se relaciona a lo largo de la historia. Hipólito Peralta Ccama, el maestro quechua, reflexiona acerca de “la enfermedad que nos aqueja" como humanidad en el presente y cómo "su corazón y el amor por la tierra deben ser las voces que guíen nuestros pasos en el camino de nuestras vidas."

## Producción
El largometraje sigue al maestro Hipólito Peralta a través de los escenarios naturales en donde fue grabado: Cusco, Angaraes, Ayacucho, Junín, Puno, sierra de Lima y Casma. Existen versiones subtituladas en español, inglés, francés y alemán.

## Premios
- Premio a la mejor película extranjera, Dreamspeakers International Film Festival 2017 (Canadá)
- Ganador en Competencia Opera Prima Andina, Documenta 2017 (Venezuela)
- Mejor largometraje documental, Cine Amazonía 2017 (Venezuela)[1]
- Premio de producción de largometraje documental de la Dirección del Audiovisual, la Fonografía y los Nuevos Medios (DAFO) 2014 (Perú)
- Ganador del concurso de distribución de DAFO, premio del Ministerio de Cultura (Perú)[6]